# Antônio Martins
Antônio Martins là một đô thị thuộc bang Rio Grande do Norte, Brasil. Đô thị này có diện tích 244,62 km², dân số năm 2007 là 6161 người, mật độ 25,2 người/km².